# Puńców (gmina)
Puńców – dawna gmina wiejska istniejąca w latach 1945–1954 w województwie śląskim (śląsko-dąbrowskim), katowickim i stalinogrodzkim. Siedzibą władz gminy był Puńców.
Jako gmina jednostkowa gmina Puńców należała w latach 1920–1939 do powiatu cieszyńskiego w woj. śląskim. 1 grudnia 1945 roku została przekształcona w gminę zbiorową, obejmującą poza siedzibą gromady Dzięgielów i Mnisztwo. 6 lipca 1950 zmieniono nazwę woj. śląskiego na katowickie, a 9 marca 1953 kolejno na woj. stalinogrodzkie. Według stanu z 1 lipca 1952 roku gmina składała się w dalszym ciągu z 3 gromad.
Zniesiona została 29 września 1954 roku wraz z reformą znoszącą gminy.
Jednostki nie przywrócono 1 stycznia 1973 wraz z kolejną reformą reaktywującą gminy. Dzięgielów i Puńców wchodzą obecnie w skład gminy Goleszów, a Mnisztwo jest jedną z dzielnic Cieszyna.